# Kikiriki
Kikiriki (arahid, lat. Arachis hypogaea) je biljna vrsta u porodici mahunarki (Fabaceae) a potječe iz Južne Amerike, Meksika i Srednje Amerike. 

## Povijest
Stare Inke su uzgajale kikiriki prije 3.500 godina.  Izrađivali su i posude u obliku kikirikija i ukrašene kikirikijem. Španjolski osvajači su u 15. stoljeću prenijeli kikiriki u Europu i dalje po svijetu, a zanimljivo je da je ova biljka stigla u Sjevernu Ameriku tek u 18. stoljeću, i to iz Afrike.

## Uzgoj
Početkom ljeta grmovi kikirikija prekrivaju polja. To je jednogodišnja biljka koja naraste od 30 do 50 cm. Nakon što su cvjetovi oprašeni, stabljike se spuštaju prema tlu, a žuti cvjetovi ulaze u zemlju na dubinu od šest centimetara. Plodovi se razvijaju ispod zemlje u mahunama dugim oko šest centimetara u čašicama u kojima bude do 4 sjemena. Ljuska je hrapava, a unutra je kremasto bijelo ili žuto sjeme pokriveno jestivom, tankom kožicom. Iskapanje kikirikija je krajem mjeseca rujna.

## Uporaba
Za ljudsku uporabu koristi se sjeme kikirikija. Kikiriki je bogat izvor bjelančevinama, vlaknima, mineralima, željezom, cinkom i vitaminima E i K. Kikiriki ne sadrži kolesterol. Upotrebljava se kao dodatak kolačima, za proizvodnju maslaca i ulja od kikirikija i drugo. 
Ljekovite i hranjive osobine kikirikija blagotvorno utječu na spolnu potenciju, poboljšavaju pamćenje i pažnju, poboljšavaju sluh, koristan je kod jake iznemoglosti i teških oboljenja. On sadrži vitamine grupe "B" koji daju sjaj kosi i djeluju umirujuće na živčani sustav, vitamine grupe "E" koji stimuliraju funkciju spolnih žlijezda.
Kod dugogotrajnog suhog kašlja, preprženi kikiriki uz kuhanu rižu preporučuje se djeci nekoliko puta na dan. Kikiriki se može koristiti u hrani sirov, ali je ukusniji i korisniji poslije umjerenog prženja. Poslije takve kratkotrajne obrade, jezgre kikirikija se lakše oslobađaju kore bogate grubim vlaknima koja onemogućuje razlaganje ne samo bjelančevina, već i škroba.
Kikiriki i njegovo ulje predstavljaju učinkovito sredstvo za izlučivanje žuči. Zahvaljujući tome što sadrži kalija 30 puta više nego natrija, kikiriki ima i dehidrativna svojstva. Tzv. biljno mlijeko od kikirikija dobro je sredstvo u liječenju nekih vrsta čireva i želučanih bolesti, dvanaestopalačnog crijeva i gastritisa.
Mnogi su stanovnici Indonezije uvjereni kako nema boljeg sredstva protiv umora od "tempe" - prešanih kolutića kikirikija preprženih u vrućem ulju. Liječnici smatraju da za siromašnog Indonežanina vruć hrskavi "tempe" predstavlja glavni izvor bjelančevina.
- Ulje
- Namaz
- Slastice sa kikirikijem
- Japanska slastica od kikirijia
- Kikiriki u glukoznoj glazuri
- Kikiriki u čokoladnoj glazuri